# Lotta Harrysson
Lise-Lotte Maren "Lotta" Harrysson, född 23 september 1966 i Göteborg, är en svensk seglare. Hon tävlade för Göteborgs Kungliga Segelsällskap.
Harrysson tävlade för Sverige vid olympiska sommarspelen 2012 i London, där hon slutade på 12:e plats i match racing (tillsammans med Anna Kjellberg och Malin Källström).
Harrysson har blivit utsedd till Årets kvinnliga seglare två gånger: 2009 och 2011.